# Осов (остановочный пункт)
Осов (бел. Во́саў) — остановочный пункт Гомельского отделения Белорусской железной дороги в Хойникском районе Гомельской области Беларуси. Расположен в деревне Осов, на линии Василевичи — Хойники, между остановочным пунктом Авраамовская и станцией Хойники.
Регулярные поезда проходят через остановочный пункт Осов, внутренние маршруты поездов.
Среднее время остановки составляет 1 минуту.
Самое длительное время стоянки составляет 1 минуту для поезда, следующего по маршруту 6470 Хойники — Василевичи.

## Расписание
В данный момент расписание электричек станции Осов содержит 7 электропоездов (пригородных поездов): из них 3 рейсов ежедневно отправляются со станции Осов и 4 рейсов только по некоторым дням. 
Гомель, Хойники, Василевичи — основные населённые пункты, откуда прибывают электрички в 13:44, 07:39, 09:29 соответственно. Отсюда по расписанию электрички отправляются по таким направлениям, как Осов — Хойники, Осов — Гомель, Осов — Прибор, Осов — Василевичи, выезжающие соответственно в 09:30, 10:17, 10:17, 07:40.

## Остановочные пункты
| Предыдущая станция | Белорусская железная дорога | Следующая станция |
| ------------------ | --------------------------- | ----------------- |
| Авраамовская       | Василевичи — Хойники        | Хойники           |